# Alkylaatbenzine

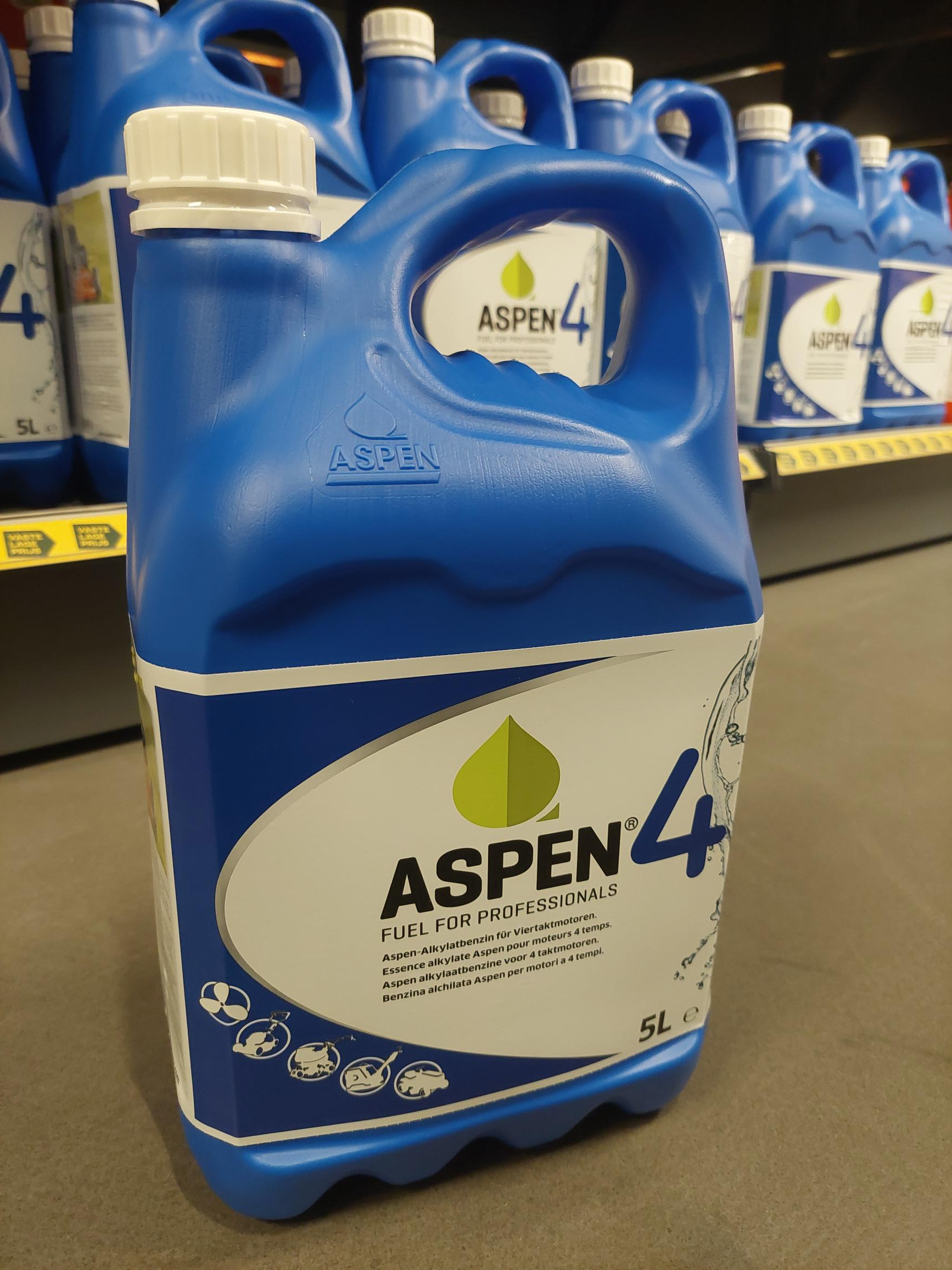
Alkylaat benzine in een 5 liter jerrycan in een tuinbenodigdheden winkel.

Alkylaatbenzine is een brandstof die minder schadelijke stoffen zoals benzeen en tolueen bevat dan een normale benzine (Euro 95). Benzeen veroorzaakt kanker (carcinogeen) en tolueen veroorzaakt acute klachten zoals misselijkheid en hoofdpijn. Bij gebruik in handgedragen machines zoals een kettingzaag, bosmaaier of bladblazer is het gebruik van alkylaatbenzine beter voor de gezondheid. De schonere verbranding is ook beter voor de machine en het milieu. Het gebruik van deze brandstoffen is door de Arbeidsinspectie sinds 1 januari 2010 verplicht gesteld. In Duitsland is het gebruik verplicht sinds 2009 in dergelijke machines met een tweetaktmotor.  De brandstof wordt meestal aangeboden als een mengsmering, maar is ook als viertaktbenzine verkrijgbaar.
Het wordt verkregen door chemische synthese in plaats van destillatie en kraken van aardolie wat voor gewone benzine het productieproces is. De uitgangsmaterialen van deze synthese zijn overtollige gassen uit aardolieraffinage. Deze synthese is een vorm van alkylering. Gasvormige olefinen (stoffen met een dubbele binding) en vertakte verzadigde koolwaterstoffen zoals isobutaan worden omgezet in grotere moleculen die vloeibaar zijn. Dit gebeurt in aanwezigheid van zwavelzuur of waterstoffluoride bij lage temperaturen. Hierbij ontstaan vrijwel uitsluitend alkanen. Aanvankelijk is dit proces uitgevonden om ingrediënten te verkrijgen met een hoog octaangetal welke wanneer ze aan benzine mengsels worden toegevoegd de klopvastheid verbeteren. De verkoop van pure alkylaatbezine als gezonder alternatief voor gewone benzine kwam pas later op gang.      
Doordat alkylaatbenzine geen aromaten en olefinen bevat is het naast minder schadelijk voor de gezondheid ook vele jaren houdbaar omdat het niet 'gomt'. Dit gommen is het spontaan polymeriseren van de bestanddelen in benzine tot grotere meer viskeuze stoffen. Daardoor is deze benzine zeer geschikt voor toepassing in weinig gebruikte  apparaten zoals een noodstroom aggregaat, langdurig gestalde auto's zoals oldtimers en grasmaaiers die in de winter maanden stil staan.  